# Ireneusz Mamrot
Ireneusz Mamrot (Trzebnica, 13 dicembre 1970) è un allenatore di calcio polacco, tecnico dello ?.

## Caratteristiche tecniche
Predilige il 4-2-3-1 con una forte attenzione per il gioco sulle fasce. Le sue squadre si contraddistinguono per il gioco offensivo e la velocità di manovra. 

## Carriera
Dopo una carriera nelle serie minori polacche, inizia ad allenare il Polonia Trzebnica quando ne è ancora un calciatore. Nella stagione 2010-2011 passa al Chrorby Głogów, che raccoglie in quarta divisione facendola salire sino alla I liga, secondo livello del calcio polacco. Resta con gli arancioneri fino al 2017, anno in cui arriva la chiamata in Ekstraklasa, più precisamente allo Jagiellonia Białystok. 
Con lo Jaga mette subito in mostra la sua qualità, ottenendo al primo anno il secondo posto in campionato, recordo assoluto per i giallorossi. La stagione successiva raggiunge la finale di Puchar Polski, ma viene sconfitto dal Lechia Gdańsk.
Nonostante gli ottimi risultati nel 2019 lascia lo Jagiellonia accasandosi al termine della stagione successiva all'Arka Gdynia, dove però non riesce ad evitare la retrocessione. Rimasto anche in I liga, Mamrot cerca di guidare i gialloblu nell'immediata promozione, ma a causa dei risultati altalenanti il 16 dicembre viene esonerato. 
Neanche un mese più tardi firma con un'altra pretendente alla promozione, l'ŁKS Łódź, che dopo un ottimo inizio di campionato si ritrova in un periodo di forte crisi. Neanche con il tecnico di Trzebnica tuttavia le cose migliorano, e il 1º giugno viene nuovamente esonerato.
Il 4 giugno 2021 viene annunciato ufficialmente il suo ritorno allo Jagiellonia dopo due anni. 